# Stratton, Cornwall
Stratton är en stad i civil parish Bude-Stratton, i distriktet Cornwall, i grevskapet Cornwall i England. Staden är belägen 72,8 km från Truro. Orten har 1 953 invånare (2015). Stratton var en civil parish fram till 1934 när blev den en del av Bude Stratton och Kilkhampton. Civil parish hade 117 invånare år 1931. Staden nämndes i Domedagsboken (Domesday Book) år 1086, och kallades då Stratone/Stratona.